# Jüri Pootsmann
Jüri Pootsmann (Raikküla, 1 de julho de 1994) é um cantor e compositor estônio. Ele venceu a sexta temporada de Eesti otsib superstaari, a versão estônia do programa Pop Idol, e representou a Estônia no Festival Eurovisão da Canção 2016 com a canção "Play". Ele tem um contrato com a Universal Music Estonia.

## Carreira

### 2015:Eesti otsib superstaari
Em fevereiro de 2015, Pootsmann participou da sexta temporada de Eesti otsib superstaari, a versão estônia da competição de canto Pop Idol no canal TV3. Ele venceu o programa em 31 de maio de 2015 quando seu single de estreia "Torm" foi lançado. A canção alcançou a sétima posição na tabela musical da Raadio Uuno. Em 15 de novembro de 2015, ele lançou o single "Aga Siis", atingindo a primeira posição na tabela. Em 20 de novembro de 2015, Pootsmann lançou seu extended play de estreia homônimo.

### 2016–2019: Eurovisão e álbum de estreia
Em 2016, Pootsmann foi anunciado como um dos candidatos ao Eesti Laul 2016, a seleção nacional da Estônia para o Festival Eurovisão da Canção 2016. Ele apresentou a canção "Play", composta por Stig Rästa, Vallo Kikas e Fred Krieger, na segunda semifinal da seleção e progrediu para a final, onde alcançou a "Super Final" e vençeu a competição com 32.394 votos do público.
No Festival Eurovisão da Canção em Estocolmo, Pootsmann se apresentou na primeira semifinal e foi colocado em último lugar entre os 18 competidores, falhando em se qualificar para a final e dando à Estônia seu pior resultado até então na competição.
Em 11 de março de 2016, Pootsmann forneceu os vocais para a canção "I Remember U" do grupo estônio de DJs Cartoon, alcançando a primeira posição na tabela musical da Raadio Uuno.
Em 18 de novembro de 2016, Pootsmann lançou seu álbum de estreia, Täna, através da Universal Music Group. O álbum foi precedido pelos singles "Nii või naa" e "Ootan Und" em 2016 e seguido pelos singles "Silmades" e um remix de "Liiga Kiire" em 2017.

### 2020–presente: Eesti Laul 2021 eSuveööde unetus
Em 5 de dezembro de 2020, Pootsmann lançou o single "Magus melanhoolia", que mais tarde seria escolhido para competir na Eesti Laul 2021 para representar a Estônia no Festival Eurovisão da Canção 2021. Ele chegou novamente à Super Final, onde ficou na terceira colocação com 12.776 votos do público.
"Magus melanhoolia" foi seguida pelos singles "Ümber sõrme" em 2021, e "Jäljed jätsid tuulde", "Vaata mind" e "Suveööde unetus" em 2022. Em 18 de novembro de 2022, Pootsmann lançou seu segundo álbum, intitulado Suveööde unetus.

## Discografia

### Álbuns de estúdio
| Título          | Detalhes |
| --------------- | --- |
| Täna            | - Lançamento: 18 de novembro de 2016 - Formatos: download digital, streaming - Gravadora: Universal Music Group |
| Suveööde unetus | - Lançamento: 18 de novembro de 2022 - Formatos: download digital, streaming - Gravadora: Universal Music Group |

### EPs
| Título        | Detalhes |
| ------------- | --- |
| Jüri Pootsman | - Lançamento: 20 de novembro de 2015 - Formatos: download digital, streaming - Gravadora: Universal Music Group |

### Singles

#### Como artista principal
| Título                     | Ano  | Álbum           |
| -------------------------- | ---- | --------------- |
| "Torm"                     | 2015 | Jüri Pootsmann  |
| "Aga siis"                 | 2015 | Jüri Pootsmann  |
| "Play"                     | 2016 | —               |
| "Nii või naa"              | 2016 | Täna            |
| "Ootan Und"                | 2016 | Täna            |
| "Silmades"                 | 2017 | Täna            |
| "Liiga Kiire"              | 2017 | Täna            |
| "Vihmapiisad Päikest Täis" | 2018 | —               |
| "Üksinda koos"             | 2019 | —               |
| "Magus melanhoolia"        | 2020 | Suveööde unetus |
| "Ümber sõrme"              | 2021 | Suveööde unetus |
| "Jäljed jätsid tuulde"     | 2022 | Suveööde unetus |
| "Vaata mind"               | 2022 | Suveööde unetus |
| "Suveööde unetus"          | 2022 | Suveööde unetus |

#### Como artista convidado
| Título                                          | Ano  | Álbum |
| ----------------------------------------------- | ---- | ----- |
| "I Remember U" (Cartoon part. Jüri Pootsmann)   | 2016 | —     |
| "Jagatud saladus" (Elina Born & Jüri Pootsmann) | 2018 | —     |